# 盧氏縣看守所
盧氏縣看守所是中華人民共和國河南省三門峽市盧氏縣的一座看守所，隸屬於盧氏縣公安局，位於東明鎮東明村，建築面積11335平方米，羈押規模為300人。